# Le Frestoy-Vaux
Le Frestoy-Vaux település Franciaországban, Oise megyében. Lakosainak száma 231 fő (2022. január 1.). Le Frestoy-Vaux Courcelles-Epayelles, Le Ployron, Tricot, Assainvillers, Piennes-Onvillers, Rollot és Rubescourt községekkel határos.

## Népesség
A település népességének változása:
| Lakosok száma | 263  | 264  | 249  | 249  | 246  | 244  | 237  | 231  |
|               | 2013 | 2015 | 2017 | 2018 | 2019 | 2020 | 2021 | 2022 |